# Свети Димитър (Кавасила)
Вижте пояснителната страница за други значения на Свети Димитър.
„Свети Димитър“ (на гръцки: Αγίου Δημητρίου) е православна църква в берското село Кавасила, Егейска Македония, Гърция, енорийски храм на Берската, Негушка и Камбанийска епархия.
В 1969 година църквата е обявена за паметник на културата, но в 1972 година е извадена от списъка на паметниците на културата.